# Rosularia alpestris
Rosularia alpestris är en fetbladsväxtart. Rosularia alpestris ingår i släktet Rosularia och familjen fetbladsväxter.

## Underarter
Arten delas in i följande underarter:
- R. a. alpestris
- R. a. marnieri
- R. a. vvedenskyi